# سوق الرابية
سوق الرابية أحد أسواق العرب الموسمية في الجاهلية، يقام في حضرموت في منتصف شهر ذو القعدة من كل سنة ويستمر حتى نهاية الشهر، وهو ما يتوافق أيضا مع انعقاد سوق عكاظ في الطائف فكان البعض يتجه إلى عكاظ والبعض الآخر يأتي إلى رابية حضرموت، وهي في الأغلب سوق خاصة بمن حولها إذ كان ينظمه سكان المنطقة من قبيلة كندة التي كانت تسيطر على المنطقة آنذاك وهي منطقة لا تخضع لإدارة حكم معين، فكان لابد لقاصدها من الاستعانة بخفير ودليل. يُحدد موقعها الآن في موقع بمدخل وادي العين ما بين قرية عدب ولقلات، سمّي سوق الرابية بهذا الاسم نسبة لموقعه المرتفع الذي لازال يضم بقايا لمساكن أثرية.

## انظر ايضاً
- سوق المشقر
- سوق عكاظ
- سوق مجنة
- سوق دومة الجندل
- سوق المناخة